# NGC 2854
NGC 2854 (другие обозначения — UGC 4995, IRAS09206+4925, MCG 8-17-92, ARP 285, ZWG 238.46, KUG 0920+494A, PGC 26631) — спиральная галактика с перемычкой (SBb) в созвездии Большой Медведицы. Открыта Уильямом Гершелем в 1788 году.
Эта галактика гравитационно взаимодействует с NGC 2856. На последнюю перетекает вещество NGC 2854, из-за чего между ними образовался «мост» из вещества, на котором находятся комплексы звездообразования, разделённые расстоянием приблизительно по 1 килопарсеку. В спиральных рукавах и на концах бара происходит звездообразование. На изображениях в коротких волнах видна асимметрия галактики, что, вероятно, вызвано различием в степени межзвёздного поглощения.
Этот объект входит в число перечисленных в оригинальной редакции «Нового общего каталога».